# Juan Surraco
Juan Ignacio Surraco Lamé (Montevideo, Uruguay, 14 de agosto de 1987) es un futbolista uruguayo. Juega como volante ofensivo en el Prato de la Serie D de Italia.

## Trayectoria
Debutó en Central Español de Uruguay en el 2005, poco antes de pasar a Udinese de Italia para la temporada 2006-07. Al no ser tenido en cuenta, fue dado a préstamo en las siguientes temporadas a equipos italianos, donde si consiguió disputar varios partidos, pasó por Messina, Ancona, Livorno, Torino y Modena. Recientemente fue fichado por El Tanque Sisley

## Selección nacional
Ha sido internacional con la selección uruguaya tanto en Sub-20 como en mayores. En la primera llegó a disputar un campeonato mundial en 2007.

### Participaciones en Copas del Mundo
| Mundial                | Sede   | Resultado        |
| ---------------------- | ------ | ---------------- |
| Mundial Sub-20 de 2007 | Canadá | Octavos de final |

## Clubes
| Club                  | País    | Año               |
| --------------------- | ------- | ----------------- |
| Central Español       | Uruguay | 2005 - 2006       |
| Udinese               | Italia  | 2006 - 2013       |
| Messina (cedido)      | Italia  | 2007 - 2008       |
| Ancona (cedido)       | Italia  | 2008 - 2010       |
| Livorno (cedido)      | Italia  | 2010 - 2011       |
| Torino (cedido)       | Italia  | 2011 - 2012       |
| Modena (cedido)       | Italia  | 2012 - 2013       |
| Modena                | Italia  | 2013              |
| Cittadella            | Italia  | 2014              |
| Livorno               | Italia  | 2014              |
| El Tanque Sisley      | Uruguay | 2015              |
| Unione Sportiva Lecce | Italia  | 2015 - 2016       |
| Ternana Calcio        | Italia  | 2016 - 2017       |
| FeralpiSalò           | Italia  | 2017              |
| Pistoiese             | Italia  | 2017 - 2018       |
| Prato                 | Italia  | 2019 - Actualidad |